# Молли (фильм)
«Молли» (англ. Molly) ― мелодрама 1999 года режиссера Джона Дайгана.

## Сюжет
Больная аутизмом, 28-летняя женщина по имени Молли Маккей с юных лет жила в психиатрической лечебнице после смерти своих родителей в автомобильной аварии. Когда заведение закрывается из-за сокращения бюджета, Молли остается на попечении своего старшего брата, Бака Маккея, менеджера по рекламе и вечного холостяка. Молли, которая очень мало говорит и любит расставлять свои туфли аккуратными рядами, застает Бака врасплох, когда сбегает от своих медсестер и врывается к нему на встречу голой.
Невролог Молли, Сьюзан Брукс, предлагает экспериментальную операцию, при которой генетически модифицированные клетки мозга имплантируются в мозг. В то время как Бак сначала отказывается от этого предложения, он, наконец, соглашается на операцию, и Молли постепенно, но чудесным образом выздоравливает, свободно разговаривая и нормально взаимодействуя с людьми. Бак начинает водить Молли на светские мероприятия, такие как спектакль «Ромео и Джульетта», бейсбольный матч и дорогие ужины. Однако через несколько месяцев мозг Молли начинает отторгать пересаженные клетки, и она начинает регрессировать в свое прежнее состояние. И Молли, и Бак должны смириться с ее возвращением в прежнее состояние.
В заключительной сцене фильма Бак принимает аутизм Молли и выделяет ей комнату в своем доме, которая выглядит точно так же, как комната, которая была у нее в учреждении.

## В ролях
- Элизабет Шу ― Молли
- Аарон Экхарт ― Бак
- Джилл Хеннесси ― Сьюзан
- Томас Джейн ― Сэм
- Ди Дабл-ю Моффетт ― Марк
- Элизабет Митчелл ― Беверли
- Роберт Харпер ― доктор Симмонс
- Элейн Хендрикс ― Дженнифер
- Люси Лью ― Бренда
- Афина Мэсси ― Лорис

## Выход
Фильм заработал 17 650 долларов США во время своего показа при бюджете в 21 миллион долларов, что сделало его кассовой бомбой. Полагая, что фильм вряд ли будет иметь успех, дистрибьюторы Metro-Goldwyn-Mayer решили сократить свои убытки и сократить маркетинговый бюджет фильма. Он был выпущен только в один уик-энд в двенадцати кинотеатрах, чтобы выполнить юридические обязательства.

## Критика
Фильм получил смешанные и негативные отзывы от критиков . На Rotten Tomatoes он имеет 14% рейтинг одобрения кинокритиков, со средним рейтингом 3,4 из 10. Консенсус гласит: «Молли» состоит из избитых клише-моментов. На Metacritic драма получила средневзвешенную оценку 21 из 100.